# Hansgeorg Förster

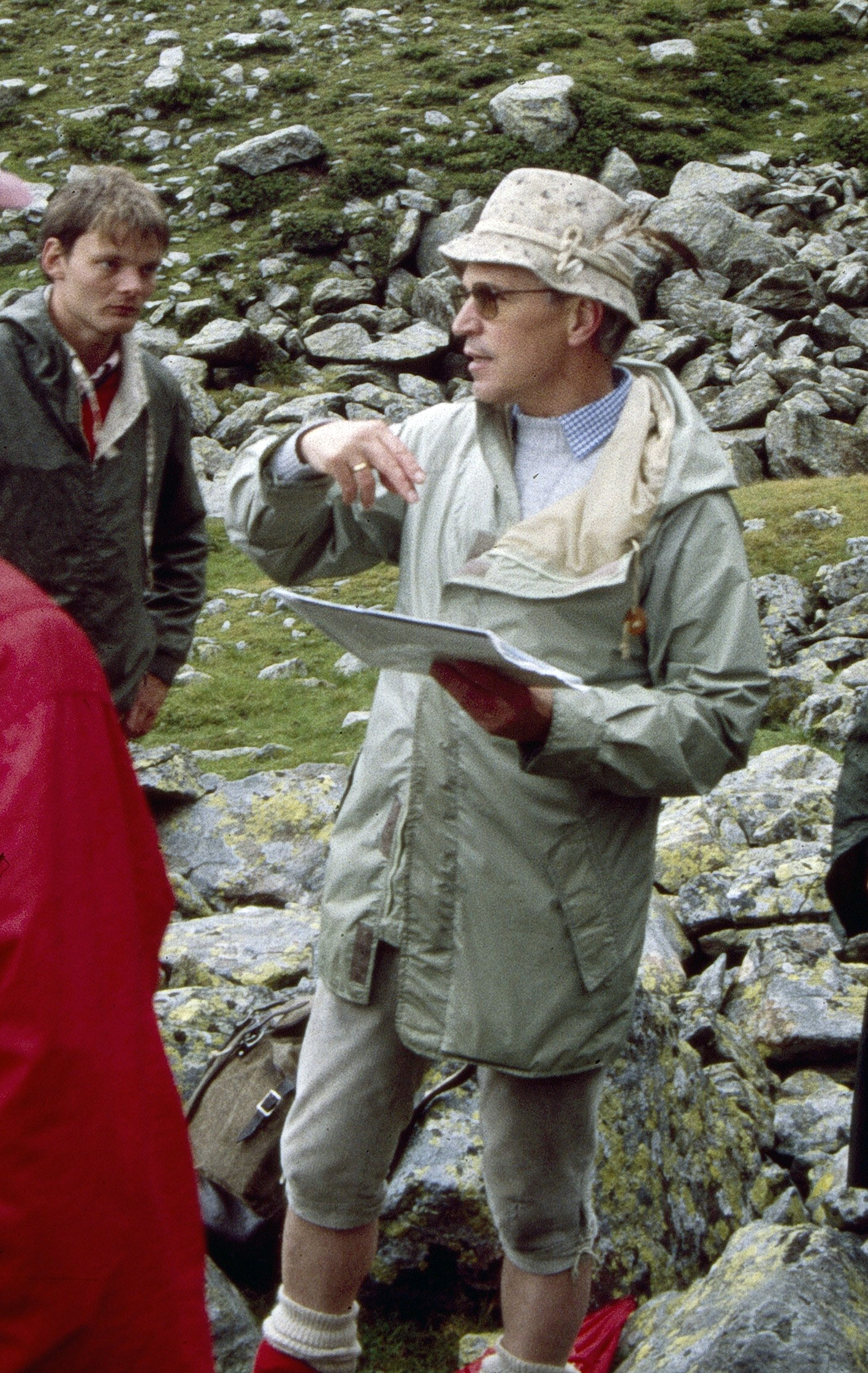
Hansgeorg Förster 1988 bei einem Kartierkurs in der Schobergruppe

Hansgeorg Förster (* 17. September 1936 in Braunschweig; † 6. Februar 2018 in Aachen) war ein deutscher Mineraloge und Hochschullehrer an der RWTH Aachen.

## Leben
Hansgeorg Förster begann das Studium der Mineralogie 1954 an der Bergakademie Freiberg. Nach seiner Flucht aus der DDR setzte er das Studium an der Bergakademie Clausthal fort und erwarb dort 1960 seinen Abschluss. Für ein Aufbaustudium wechselte er an die RWTH Aachen, wo er 1963 bei Doris Schachner mit der Arbeit Die Blei-Zinkerzlagerstätte Schneeberg in Südtirol zum Dr.-Ing. promoviert wurde. Im Anschluss an die Promotion ging er an die School of Mines and Metallurgy in Minneapolis und habilitierte sich 1969 nach seiner Rückkehr mit dem Thema Kristallisation und Tektonik des Schneeberger Gesteinszuges. Nach seiner Habilitation wurde er im Jahre 1969 zunächst Privatdozent, 1972 an der RWTH Aachen außerplanmäßiger Professor und am 28. Januar 1980 Professor für Mineralogie, Petrographie und Erzlagerstättenlehre. Diese Position hatte er bis zu seiner Pensionierung 2001 inne. Er lebte in Aachen-Richterich.
Förster war von 1991 bis 2003 Herausgeber der Fachzeitschrift Ore Geology Reviews.

## Forschungsarbeiten
Förster forschte in den 1970er Jahren an Magnetit-Lagerstätten in Iran. Ihm gelang 1973, gemeinsam mit Heinrich Soffel, aufgrund paläomagnetischer Befunde der Nachweis einer Zentraliranischen Mikroplatte, die sich im Perm von Gondwana löste und in der Trias isoliert nach Norden gedriftet war. Bis Mitte der 1980er Jahre hatte er über 30 Facharbeiten verfasst. In den letzten Jahren seiner Karriere widmete er sich vor allem der Erforschung faseriger Minerale und ihrer Einflüsse auf die menschliche Gesundheit, wobei er unter anderem auch faserige Zeolithe als mögliche Auslöser von Krebserkrankungen identifizierte.